# ACS Târgu Mureș
Asociația Clubului Sportiv Târgu Mureș 1898, cunoscut sub numele de ACS Târgu Mureș, sau pe scurt Târgu Mureș, este un club românesc de fotbal din orașul Târgu Mureș, care evoluează în Liga III. În perioada antebelică și în timpul celui de-al doilea război mondial a purtat numele de Marosvásárhelyi SE (AS Târgu Mureș) nomenclatura clubului în limba maghiară.

## Istoria

### Începuturile și perioada în liga a doua maghiară
Clubul AS Târgu Mureș apare în documentele vremii ca Marosvásárhelyi Kerékpározó Egyesület, în românește ca Asociația de Ciclism Târgu Mureș, ca un club fondat în 1898. Din 1906 clubul își schimbă statutul și numele în Marosvásárhelyi Sportegyesület sau Asociația Sportivă Târgu Mureș. De atunci s-au adăugat alte secții sportive printre care si cea de fotbal care susține meciuri amicale.
Anul 1908 e cel în care apare pentru prima dată oficial ca înscrisă în liga a doua maghiară - Seria Est. Se retrage înainte de începerea campionatului negăsind fonduri pentru deplasări. Mai apare ca înregistrată în sezoanele 1909–10, 1911–12, dar nu ia parte la competiție. Abia în sezonul 1912–13 participă pentru prima dată și ocupă un loc onorant 4 din 8, chiar în spatele celor trei echipe puternice din Cluj. Sezonul următor a terminat pe 5, dar din 11 echipe, pe lângă echipele din Cluj, Clubul Sportiv Feroviar Simeria având un sezon excepțional.

### În campionatul României
A participat în anii 20 la Campionatul Regional de Fotbal al României, fără rezultate notabile. Cel mai bun loc a fost chiar în sezonul inaugural 1920-21 când a ocupat locul 3. Echipele care și-au disputat titlul de campioană regională au fost Mureșul și CS Târgu Mureș.

### A doua perioadă în Ungaria
A câștigat titlul de campioană a seriei din liga a 2a încă din primul sezon de la revenire, dar pierde barajul de promovare în prima ligă în fața Club Atletic Cluj. MLS comasează seriile ligii a doua astfel în sezonul 1941–1942, termină pe locul 6. Anul următor o găsește pe 4, iar sezonul 1943-44 termină pe locul 8. Din cauza războiului, seriile au fost din nou reformate ca să se micsoreze distantele, AS făcând parte din Seria Secuiască - Grupa Harghita. După 4 etape disputate se afla pe locul 3, campionatul a fost apoi întrerupt.

### După reînființare

Sigla ACS MSE 08 Târgu Mureș.

Clubul a fost reînființat de Farczadi Attila în 2008 la 100 de ani de la primul sezon oficial.
În sezonul 2011-12 a terminat pe locul 3 al ligii a 4-a Mureș, dar a reușit să câștige cupa României faza judeteană contra echipei A.S.C.F. Avântul Miheșu De Câmpie. Sezonul următor a terminat pe 4, iar în cupă a reusit să ajungă doar în optimi. Sezonul 2013-14 a terminat pe locul 18(ultimul) cu 10 puncte. În sezonul 2014-15 a terminat pe 11, iar următorul pe 10. În sezonul 2016-17 a reeditat performanța din sezonul 2012-13 când a terminat pe locul 4.
În sezonul 2017-18, 10 ani de la reînființare, a reușit câștigarea ligii a 4-a Mureș și a barajului de promovare din 27 iunie 2018, după un meci de pomină cu echipa Păltiniș Rășinari.
În liga a III-a a avut un parcurs dezamăgitor, terminând pe locul 14 retrogradabil, a rămas doar cu victoria contra liderului FK Csikszereda, club care nu doar a promovat în liga a II-a, ci a avut un parcurs foarte bun în cupa României, eliminând în sferturi pe Dinamo Bucuresti.
În sezonul 2019-20 din cauza pandemiei covid 19, AJF Mureș a organizat un mini turneu care a avut loc pe stadionul Central din Sovata. Iată echipele cu care ACS Târgu Mureș 1898 a jucat: A.C.S. Miercurea Nirajului(Etapa 1), A.F.C. Vulturii Târgu Mureș, A.C.S. Academica Transilvania Târgu Mureș, A.C.S. Kinder Sg. De Mureș.
În 19.03.2021, ACS Târgu Mureș 1898 a semnat un parteneriat de colaborare cu 4 academii: AC Vulturii Târgu Mureș, ACS Academia Transilvania, AS Elita Nazna si ACS Viitorul Ungheni. Președintele Zoltán Attila Csibi a adăugat că în toamnă s-a încheiat un acord de cooperare cu Municipalitatea Târgu Mureș, în cadrul căruia asociațiile sportive pot folosi, pe lângă bazele proprii, facilitățile sportive ale centrului județean.
În sezonul 2020-21, câștigă seria a 2-a a ligii a 4a Mureș, dar e eliminată apoi in playofful de promovare de A.C.S. Kinder Sg. De Mureș. În Cupa Secuilor ajunge în semifinale unde bate pe A.S. Câmpia Riciu, dar pierde dreptul de a juca finala, locul fiindu-i luat de A.S. Câmpia Riciu.
A câștigat liga a 4-a Mureș la finalul sezonului 2021-22. În același sezon a reușit și câștigarea cupei României faza regională realizând astfel eventul pentru prima dată în istoria clubului. După performantele avute, clubul a primit sprijinul municipalității ca prima echipă a orașului.
Sâmbătă, 18 iunie 2022, pe terenul Academiei de Sport Mureșul din Complex Weekend din Târgu Mureș, în meci contând pentru turul barajului de promovare în Liga a III-a dintre campioanele județene din Mureș și Harghita, ACS Târgu Mureș 1898 – Marosvásárhelyi SE 1898 a câștigat cu 4-1 (2-0) partida cu CS Gheorgheni, luând prima opțiune de calificare.
Sâmbătă, 25 iunie 2022, pe Stadionul Municipal din Gheorghieni, în meci retur al barajului de promovare în Liga a III-a, CS Gheorgheni – Városi Sport Klub Gyergyó (campioana județeană din Harghita) a pierdut, cu 3-6 (3-2), partida cu CS Târgu Mureș 1898 – Marosvásárhelyi SE 1898 (campioana județeană din Mureș). Echipa târgumureșeană, care s-a impus și în meciul tur, cu 4-1 (2-0), a promovat, cu scorul total 10-4, fiind cea de-a treia echipă din județul Mureș, împreună cu Unirea Ungheni și Avântul Reghin, care va activa în sezonul 2022-2023 în Liga a III-a.

## Cronologia numelui
| Nume                                                                     | Perioada     |
| ------------------------------------------------------------------------ | ------------ |
| Marosvásárhelyi Kerékpározó Egyesület (Asociația de Ciclism Târgu Mureș) | 1898–1906    |
| Marosvásárhelyi Sportegyesület (Asociația Sportivă Târgu Mureș)          | 1906–1919    |
| Asociația Sportivă Târgu Mureș                                           | 1920–1940    |
| Marosvásárhelyi Sportegyesület (Asociația Sportivă Târgu Mureș)          | 1940–1945    |
| Asociația Sportivă Târgu Mureș / AS Târgu Mureș                          | 1945–1961    |
| ACS MSE 08 Târgu Mureș                                                   | 2008-2019    |
| Asociația Clubului Sportiv Târgu Mureș 1898                              | 2020–prezent |

## Palmares și statistici

### Titluri și trofee
| România | Ungaria                                                         |
| Campionatul Regional de Fotbal al României Locul 3 (4) : 1920-1921, 1923-1924, 1926-1927, 1929-1930 Liga a III-a Locul 5 (1) : 2022-23 Liga a IV-a Mureș Campioni (2) : 2017-18, 2021-22 Cupa României Faza regională Câștigători (2) : 2011-12, 2021-22. Cupa Secuilor Faza județeană Finaliști (1): 2020-21 | Nemzeti Bajnokság II/Liga II-a maghiară Campioni (1) : 1940–41, |

* Sezon neoficial.
** Sezon întrerupt.

### Sezoane
| Sezonul.                                                                        | Ligă                                                     | Ligă                                                    | Ligă                                                    | Ligă                                                    | Ligă                                                    | Ligă                                                    | Ligă                                                    | Ligă                                                    | Ligă                                                    | Cupa României                                           | Cupa Secuilor                                           | Cupa Secuilor                                           | Alte                                                    | Alte                                                    | Golgheter(i)                                            | Golgheter(i)                                            | Note                                                    | Nume                                            |
| ------------------------------------------------------------------------------- | -------------------------------------------------------- | ------------------------------------------------------- | ------------------------------------------------------- | ------------------------------------------------------- | ------------------------------------------------------- | ------------------------------------------------------- | ------------------------------------------------------- | ------------------------------------------------------- | ------------------------------------------------------- | ------------------------------------------------------- | ------------------------------------------------------- | ------------------------------------------------------- | ------------------------------------------------------- | ------------------------------------------------------- | ------------------------------------------------------- | ------------------------------------------------------- | ------------------------------------------------------- | ----------------------------------------------- |
| Sezonul.                                                                        | Divizia                                                  | Poz                                                     | MJ                                                      | V                                                       | E                                                       | Î                                                       | GM                                                      | GP                                                      | Pte                                                     | Cupa României                                           | Cupa Secuilor                                           | Cupa Secuilor                                           | Alte                                                    | Alte                                                    | Nume                                                    | Goluri                                                  | Note                                                    | Nume                                            |
| Campionatul Ungariei de fotbal                                                  | Campionatul Ungariei de fotbal                           | Campionatul Ungariei de fotbal                          | Campionatul Ungariei de fotbal                          | Campionatul Ungariei de fotbal                          | Campionatul Ungariei de fotbal                          | Campionatul Ungariei de fotbal                          | Campionatul Ungariei de fotbal                          | Campionatul Ungariei de fotbal                          | Campionatul Ungariei de fotbal                          | Campionatul Ungariei de fotbal                          | Campionatul Ungariei de fotbal                          | Campionatul Ungariei de fotbal                          | Campionatul Ungariei de fotbal                          | Campionatul Ungariei de fotbal                          | Campionatul Ungariei de fotbal                          | Campionatul Ungariei de fotbal                          | Campionatul Ungariei de fotbal                          | Marosvásárhelyi Sportegyesület / AS Târgu Mureș |
| 1908–09                                                                         | Liga a 2-a - Seria Est                                   | -                                                       | -                                                       | -                                                       | -                                                       | -                                                       | -                                                       | -                                                       | -                                                       | –                                                       | Se înscrie dar nu participă la competiție.              | Se înscrie dar nu participă la competiție.              | Se înscrie dar nu participă la competiție.              | Se înscrie dar nu participă la competiție.              | Se înscrie dar nu participă la competiție.              | Se înscrie dar nu participă la competiție.              | Se înscrie dar nu participă la competiție.              | Marosvásárhelyi Sportegyesület / AS Târgu Mureș |
| 1909–10                                                                         | Liga a 2-a - Seria Est                                   | -                                                       | -                                                       | -                                                       | -                                                       | -                                                       | -                                                       | -                                                       | -                                                       | –                                                       | Se înscrie dar nu participă la competiție.              | Se înscrie dar nu participă la competiție.              | Se înscrie dar nu participă la competiție.              | Se înscrie dar nu participă la competiție.              | Se înscrie dar nu participă la competiție.              | Se înscrie dar nu participă la competiție.              | Se înscrie dar nu participă la competiție.              | Marosvásárhelyi Sportegyesület / AS Târgu Mureș |
| 1910–11                                                                         | Nu se înscrie la competiție.                             | Nu se înscrie la competiție.                            | Nu se înscrie la competiție.                            | Nu se înscrie la competiție.                            | Nu se înscrie la competiție.                            | Nu se înscrie la competiție.                            | Nu se înscrie la competiție.                            | Nu se înscrie la competiție.                            | Nu se înscrie la competiție.                            | Nu se înscrie la competiție.                            | Nu se înscrie la competiție.                            | Nu se înscrie la competiție.                            | Nu se înscrie la competiție.                            | Nu se înscrie la competiție.                            | Nu se înscrie la competiție.                            | Nu se înscrie la competiție.                            | Nu se înscrie la competiție.                            | Marosvásárhelyi Sportegyesület / AS Târgu Mureș |
| 1911–12                                                                         | Liga a 2-a - Seria Transilvaniei                         | -                                                       | -                                                       | -                                                       | -                                                       | -                                                       | -                                                       | -                                                       | -                                                       | –                                                       | Se înscrie dar nu participă la competiție.              | Se înscrie dar nu participă la competiție.              | Se înscrie dar nu participă la competiție.              | Se înscrie dar nu participă la competiție.              | Se înscrie dar nu participă la competiție.              | Se înscrie dar nu participă la competiție.              | Se înscrie dar nu participă la competiție.              | Marosvásárhelyi Sportegyesület / AS Târgu Mureș |
| 1912–13                                                                         | Liga a 2-a - Seria Transilvaniei                         | 4                                                       | 12                                                      | 5                                                       | 3                                                       | 4                                                       | -                                                       | -                                                       | 13                                                      | –                                                       |                                                         |                                                         |                                                         |                                                         |                                                         |                                                         |                                                         | Marosvásárhelyi Sportegyesület / AS Târgu Mureș |
| 1913–14                                                                         | Liga a 2-a - Seria Transilvaniei                         | 5                                                       | 9                                                       | 5                                                       | 0                                                       | 4                                                       | 8                                                       | 8                                                       | 10                                                      | –                                                       |                                                         |                                                         |                                                         |                                                         |                                                         |                                                         | Campionat întrerupt.                                    | Marosvásárhelyi Sportegyesület / AS Târgu Mureș |
| 1914–18 Nu este implicat în nicio competiție din cauza Primului Război Mondial. |                                                          |                                                         |                                                         |                                                         |                                                         |                                                         |                                                         |                                                         |                                                         |                                                         |                                                         |                                                         |                                                         |                                                         |                                                         |                                                         |                                                         | Marosvásárhelyi Sportegyesület / AS Târgu Mureș |
| 1918–19                                                                         | Districtul Transilvaniei                                 | -                                                       | -                                                       | -                                                       | -                                                       | -                                                       | -                                                       | -                                                       | -                                                       | –                                                       |                                                         |                                                         |                                                         |                                                         |                                                         |                                                         | Campionat întrerupt.                                    | Marosvásárhelyi Sportegyesület / AS Târgu Mureș |
| 1919–20                                                                         | Districtul Transilvaniei                                 | În 1919, Transilvania este unită cu România.            | În 1919, Transilvania este unită cu România.            | În 1919, Transilvania este unită cu România.            | În 1919, Transilvania este unită cu România.            | În 1919, Transilvania este unită cu România.            | În 1919, Transilvania este unită cu România.            | În 1919, Transilvania este unită cu România.            | În 1919, Transilvania este unită cu România.            | În 1919, Transilvania este unită cu România.            | În 1919, Transilvania este unită cu România.            | În 1919, Transilvania este unită cu România.            | În 1919, Transilvania este unită cu România.            | În 1919, Transilvania este unită cu România.            | În 1919, Transilvania este unită cu România.            | În 1919, Transilvania este unită cu România.            | În 1919, Transilvania este unită cu România.            | Marosvásárhelyi Sportegyesület / AS Târgu Mureș |
| Campionatul României de Fotbal                                                  | Campionatul României de Fotbal                           | Campionatul României de Fotbal                          | Campionatul României de Fotbal                          | Campionatul României de Fotbal                          | Campionatul României de Fotbal                          | Campionatul României de Fotbal                          | Campionatul României de Fotbal                          | Campionatul României de Fotbal                          | Campionatul României de Fotbal                          | Campionatul României de Fotbal                          | Campionatul României de Fotbal                          | Campionatul României de Fotbal                          | Campionatul României de Fotbal                          | Campionatul României de Fotbal                          | Campionatul României de Fotbal                          | Campionatul României de Fotbal                          | Campionatul României de Fotbal                          | AS Târgu Mureș                                  |
| 1920–21                                                                         | Campionatul Regional de Fotbal al României - Seria Mureș | 3                                                       | 3                                                       | 1                                                       | 0                                                       | 2                                                       | 4                                                       | 6                                                       | 2                                                       | –                                                       |                                                         |                                                         |                                                         |                                                         |                                                         |                                                         |                                                         | AS Târgu Mureș                                  |
| 1921–22                                                                         | Campionatul Regional de Fotbal al României - Seria Mureș | 8                                                       | 14                                                      | 2                                                       | 4                                                       | 8                                                       | 10                                                      | 27                                                      | 8                                                       | –                                                       |                                                         |                                                         |                                                         |                                                         |                                                         |                                                         |                                                         | AS Târgu Mureș                                  |
| 1922–23                                                                         | Campionatul Regional de Fotbal al României - Seria Mureș | -                                                       | -                                                       | -                                                       | -                                                       | -                                                       | -                                                       | -                                                       | -                                                       | –                                                       |                                                         |                                                         |                                                         |                                                         |                                                         |                                                         |                                                         | AS Târgu Mureș                                  |
| 1923–24                                                                         | Campionatul Regional de Fotbal al României - Seria Mureș | 3                                                       | 3                                                       | 1                                                       | 0                                                       | 2                                                       | 0                                                       | 9                                                       | 2                                                       | –                                                       |                                                         |                                                         |                                                         |                                                         |                                                         |                                                         |                                                         | AS Târgu Mureș                                  |
| 1924–25                                                                         | Campionatul Regional de Fotbal al României - Seria Mureș | -                                                       | -                                                       | -                                                       | -                                                       | -                                                       | -                                                       | -                                                       | -                                                       | –                                                       |                                                         |                                                         |                                                         |                                                         |                                                         |                                                         |                                                         | AS Târgu Mureș                                  |
| 1925–26                                                                         | Campionatul Regional de Fotbal al României - Seria Mureș | -                                                       | -                                                       | -                                                       | -                                                       | -                                                       | -                                                       | -                                                       | -                                                       | –                                                       |                                                         |                                                         |                                                         |                                                         |                                                         |                                                         |                                                         | AS Târgu Mureș                                  |
| 1926–27                                                                         | Campionatul Regional de Fotbal al României - Seria Mureș | 3                                                       | 6                                                       | -                                                       | -                                                       | -                                                       | -                                                       | -                                                       | -                                                       | –                                                       |                                                         |                                                         |                                                         |                                                         |                                                         |                                                         |                                                         | AS Târgu Mureș                                  |
| 1927–28                                                                         | Campionatul Regional de Fotbal al României - Seria Mureș | 4                                                       | 8                                                       | -                                                       | -                                                       | -                                                       | -                                                       | -                                                       | -                                                       | –                                                       |                                                         |                                                         |                                                         |                                                         |                                                         |                                                         |                                                         | AS Târgu Mureș                                  |
| 1928–29                                                                         | Campionatul Regional de Fotbal al României - Seria Mureș | 4                                                       | 10                                                      | -                                                       | -                                                       | -                                                       | -                                                       | -                                                       | -                                                       | –                                                       |                                                         |                                                         |                                                         |                                                         |                                                         |                                                         |                                                         | AS Târgu Mureș                                  |
| 1929–30                                                                         | Campionatul Regional de Fotbal al României - Seria Mureș | 3                                                       | 8                                                       | -                                                       | -                                                       | -                                                       | -                                                       | -                                                       | -                                                       | –                                                       |                                                         |                                                         |                                                         |                                                         |                                                         |                                                         |                                                         | AS Târgu Mureș                                  |
| 1930–31                                                                         | Campionatul Regional de Fotbal al României - Seria Mureș | -                                                       | -                                                       | -                                                       | -                                                       | -                                                       | -                                                       | -                                                       | -                                                       | –                                                       |                                                         |                                                         |                                                         |                                                         |                                                         |                                                         |                                                         | AS Târgu Mureș                                  |
| 1931–32                                                                         | Campionatul Regional de Fotbal al României - Seria Mureș | -                                                       | -                                                       | -                                                       | -                                                       | -                                                       | -                                                       | -                                                       | -                                                       | –                                                       |                                                         |                                                         |                                                         |                                                         |                                                         |                                                         |                                                         | AS Târgu Mureș                                  |
| 1932–33                                                                         | Campionatul Regional de Fotbal al României - Seria Mureș | -                                                       | -                                                       | -                                                       | -                                                       | -                                                       | -                                                       | -                                                       | -                                                       | –                                                       | Fondarea sistemului ligilor fotbalului Romanesc         | Fondarea sistemului ligilor fotbalului Romanesc         | Fondarea sistemului ligilor fotbalului Romanesc         | Fondarea sistemului ligilor fotbalului Romanesc         | Fondarea sistemului ligilor fotbalului Romanesc         | Fondarea sistemului ligilor fotbalului Romanesc         | Fondarea sistemului ligilor fotbalului Romanesc         | AS Târgu Mureș                                  |
| 1933–34                                                                         | Campionatul Regional de Fotbal al României - Seria Mureș | -                                                       | -                                                       | -                                                       | -                                                       | -                                                       | -                                                       | -                                                       | -                                                       | p                                                       |                                                         |                                                         |                                                         |                                                         |                                                         |                                                         |                                                         | AS Târgu Mureș                                  |
| 1934–35                                                                         | Campionatul județean                                     | -                                                       | -                                                       | -                                                       | -                                                       | -                                                       | -                                                       | -                                                       | -                                                       | p                                                       |                                                         |                                                         |                                                         |                                                         |                                                         |                                                         |                                                         | AS Târgu Mureș                                  |
| 1935–36                                                                         | Campionatul județean                                     | -                                                       | -                                                       | -                                                       | -                                                       | -                                                       | -                                                       | -                                                       | -                                                       | p                                                       |                                                         |                                                         |                                                         |                                                         |                                                         |                                                         |                                                         | AS Târgu Mureș                                  |
| 1936–37                                                                         | Div C                                                    | 3                                                       | 20                                                      | 10                                                      | 5                                                       | 5                                                       | 53                                                      | 32                                                      | 25                                                      | p                                                       |                                                         |                                                         |                                                         |                                                         |                                                         |                                                         |                                                         | AS Târgu Mureș                                  |
| 1937–38                                                                         | Div C                                                    | 5                                                       | 22                                                      | 13                                                      | 5                                                       | 4                                                       | 54                                                      | 25                                                      | 31                                                      | p                                                       |                                                         |                                                         |                                                         |                                                         |                                                         |                                                         |                                                         | AS Târgu Mureș                                  |
| 1938–39                                                                         | Campionatul județean                                     |                                                         |                                                         |                                                         |                                                         |                                                         |                                                         |                                                         |                                                         | p                                                       |                                                         |                                                         |                                                         |                                                         |                                                         |                                                         |                                                         | AS Târgu Mureș                                  |
| 1939–40                                                                         | Campionatul județean                                     |                                                         |                                                         |                                                         |                                                         |                                                         |                                                         |                                                         |                                                         | p                                                       |                                                         |                                                         |                                                         |                                                         |                                                         |                                                         |                                                         | AS Târgu Mureș                                  |
| 1940–41                                                                         | Campionatul județean                                     | Retras din cauza celui de-al doilea dictat de la Viena. | Retras din cauza celui de-al doilea dictat de la Viena. | Retras din cauza celui de-al doilea dictat de la Viena. | Retras din cauza celui de-al doilea dictat de la Viena. | Retras din cauza celui de-al doilea dictat de la Viena. | Retras din cauza celui de-al doilea dictat de la Viena. | Retras din cauza celui de-al doilea dictat de la Viena. | Retras din cauza celui de-al doilea dictat de la Viena. | Retras din cauza celui de-al doilea dictat de la Viena. | Retras din cauza celui de-al doilea dictat de la Viena. | Retras din cauza celui de-al doilea dictat de la Viena. | Retras din cauza celui de-al doilea dictat de la Viena. | Retras din cauza celui de-al doilea dictat de la Viena. | Retras din cauza celui de-al doilea dictat de la Viena. | Retras din cauza celui de-al doilea dictat de la Viena. | Retras din cauza celui de-al doilea dictat de la Viena. | AS Târgu Mureș                                  |
| Campionatul Ungariei de fotbal                                                  | Campionatul Ungariei de fotbal                           | Campionatul Ungariei de fotbal                          | Campionatul Ungariei de fotbal                          | Campionatul Ungariei de fotbal                          | Campionatul Ungariei de fotbal                          | Campionatul Ungariei de fotbal                          | Campionatul Ungariei de fotbal                          | Campionatul Ungariei de fotbal                          | Campionatul Ungariei de fotbal                          | Campionatul Ungariei de fotbal                          | Campionatul Ungariei de fotbal                          | Campionatul Ungariei de fotbal                          | Campionatul Ungariei de fotbal                          | Campionatul Ungariei de fotbal                          | Campionatul Ungariei de fotbal                          | Campionatul Ungariei de fotbal                          | Campionatul Ungariei de fotbal                          | Marosvásárhelyi Sportegyesület                  |
| 1940–41                                                                         | Nem II                                                   | 1                                                       | 8                                                       | 6                                                       | 1                                                       | 1                                                       | 43                                                      | 10                                                      | 13                                                      | p                                                       |                                                         |                                                         |                                                         |                                                         |                                                         |                                                         |                                                         | Marosvásárhelyi Sportegyesület                  |
| 1941–42                                                                         | Nem II                                                   | 6                                                       | 26                                                      | 14                                                      | 2                                                       | 10                                                      | 59                                                      | 44                                                      | 30                                                      | p                                                       |                                                         |                                                         |                                                         |                                                         |                                                         |                                                         |                                                         | Marosvásárhelyi Sportegyesület                  |
| 1942–43                                                                         | Nem II                                                   | 4                                                       | 18                                                      | 9                                                       | 1                                                       | 8                                                       | 40                                                      | 38                                                      | 19                                                      | p                                                       |                                                         |                                                         |                                                         |                                                         |                                                         |                                                         |                                                         | Marosvásárhelyi Sportegyesület                  |
| 1943–44                                                                         | Nem II                                                   | 8                                                       | 26                                                      | 10                                                      | 9                                                       | 7                                                       | 51                                                      | 32                                                      | 29                                                      | p                                                       |                                                         |                                                         |                                                         |                                                         |                                                         |                                                         |                                                         | Marosvásárhelyi Sportegyesület                  |
| 1944–45                                                                         | Nem II                                                   | 3                                                       | -                                                       | -                                                       | -                                                       | -                                                       | -                                                       | -                                                       | -                                                       | –                                                       | Campionat întrerupt. Dictatul de la Viena anulat        | Campionat întrerupt. Dictatul de la Viena anulat        | Campionat întrerupt. Dictatul de la Viena anulat        | Campionat întrerupt. Dictatul de la Viena anulat        | Campionat întrerupt. Dictatul de la Viena anulat        | Campionat întrerupt. Dictatul de la Viena anulat        | Campionat întrerupt. Dictatul de la Viena anulat        | Marosvásárhelyi Sportegyesület                  |
| Campionatul României de Fotbal                                                  | Campionatul României de Fotbal                           | Campionatul României de Fotbal                          | Campionatul României de Fotbal                          | Campionatul României de Fotbal                          | Campionatul României de Fotbal                          | Campionatul României de Fotbal                          | Campionatul României de Fotbal                          | Campionatul României de Fotbal                          | Campionatul României de Fotbal                          | Campionatul României de Fotbal                          | Campionatul României de Fotbal                          | Campionatul României de Fotbal                          | Campionatul României de Fotbal                          | Campionatul României de Fotbal                          | Campionatul României de Fotbal                          | Campionatul României de Fotbal                          | Campionatul României de Fotbal                          | AS Târgu Mureș                                  |
| 1945–46                                                                         | District                                                 | -                                                       | -                                                       | -                                                       | -                                                       | -                                                       | -                                                       | -                                                       | -                                                       | –                                                       |                                                         |                                                         |                                                         |                                                         |                                                         |                                                         |                                                         | AS Târgu Mureș                                  |
| 1946–47                                                                         | District                                                 | -                                                       | -                                                       | -                                                       | -                                                       | -                                                       | -                                                       | -                                                       | -                                                       | –                                                       |                                                         |                                                         |                                                         |                                                         |                                                         |                                                         |                                                         | AS Târgu Mureș                                  |
| 1947–48                                                                         | District                                                 | -                                                       | -                                                       | -                                                       | -                                                       | -                                                       | -                                                       | -                                                       | -                                                       | –                                                       |                                                         |                                                         |                                                         |                                                         |                                                         |                                                         |                                                         | AS Târgu Mureș                                  |
| 2011-12                                                                         | Liga a IV-a Mureș                                        | 3                                                       | 26                                                      | 15                                                      | 4                                                       | 7                                                       | 63                                                      | 38                                                      | 49                                                      | (C)                                                     |                                                         |                                                         |                                                         |                                                         |                                                         |                                                         |                                                         | ACS MSE Târgu Mureș                             |
| 2012-13                                                                         | Liga a IV-a Mureș                                        | 4                                                       | 28                                                      | 18                                                      | 3                                                       | 7                                                       | 79                                                      | 49                                                      | 57                                                      | T4                                                      |                                                         |                                                         |                                                         |                                                         |                                                         |                                                         |                                                         | ACS MSE Târgu Mureș                             |
| 2013-14                                                                         | Liga a IV-a Mureș                                        | 3                                                       | 34                                                      | 23                                                      | 4                                                       | 7                                                       | 123                                                     | 52                                                      | 73                                                      | T2                                                      | T2                                                      | T2                                                      |                                                         |                                                         |                                                         |                                                         |                                                         | ACS MSE Târgu Mureș                             |
| 2014-15                                                                         | Liga a IV-a Mureș                                        | 11                                                      | 34                                                      | 15                                                      | 5                                                       | 14                                                      | 74                                                      | 86                                                      | 50                                                      | T2                                                      |                                                         |                                                         |                                                         |                                                         |                                                         |                                                         |                                                         | ACS MSE Târgu Mureș                             |
| 2015-16                                                                         | Liga a IV-a Mureș                                        | 10                                                      | 34                                                      | 12                                                      | 4                                                       | 18                                                      | 75                                                      | 109                                                     | 40                                                      | T5                                                      |                                                         |                                                         |                                                         |                                                         |                                                         |                                                         |                                                         | ACS MSE Târgu Mureș                             |
| 2016-17                                                                         | Liga a IV-a Mureș                                        | 4                                                       | 28                                                      | 18                                                      | 3                                                       | 7                                                       | 97                                                      | 54                                                      | 57                                                      | T6                                                      |                                                         |                                                         |                                                         |                                                         |                                                         |                                                         |                                                         | ACS MSE Târgu Mureș                             |
| 2017-18                                                                         | Liga a IV-a Mureș                                        | 1                                                       | 28                                                      | 23                                                      | 4                                                       | 1                                                       | 139                                                     | 27                                                      | 73                                                      | T4                                                      | T1                                                      | T1                                                      |                                                         |                                                         |                                                         |                                                         |                                                         | ACS MSE Târgu Mureș                             |
| 2018-19                                                                         | Liga a III-a                                             | 14                                                      | 30                                                      | 6                                                       | 4                                                       | 20                                                      | 26                                                      | 86                                                      | 22                                                      | -                                                       |                                                         |                                                         |                                                         |                                                         |                                                         |                                                         |                                                         | ACS MSE Târgu Mureș                             |
| 2019-20                                                                         | Liga a IV-a Mureș                                        | -                                                       | -                                                       | -                                                       | -                                                       | -                                                       | -                                                       | -                                                       | -                                                       | –                                                       |                                                         |                                                         |                                                         |                                                         |                                                         |                                                         |                                                         | ACS MSE Târgu Mureș                             |
| 2020-21                                                                         | Liga a IV-a Mureș                                        | 1*                                                      | 5                                                       | 4                                                       | 1                                                       | 0                                                       | 29                                                      | 7                                                       | 13                                                      | –                                                       | T4                                                      | T4                                                      |                                                         |                                                         |                                                         |                                                         |                                                         |                                                 |
| 2021-22                                                                         | Liga a IV-a Mureș                                        | 1                                                       | 16                                                      | 15                                                      | 1                                                       | 0                                                       | 104                                                     | 8                                                       | 46                                                      | (C)                                                     |                                                         |                                                         |                                                         |                                                         |                                                         |                                                         |                                                         |                                                 |
| 2022-23                                                                         | Liga a III-a                                             | 5                                                       | 18                                                      | 7                                                       | 3                                                       | 8                                                       | 31                                                      | 31                                                      | 24                                                      | T1                                                      |                                                         |                                                         |                                                         |                                                         |                                                         |                                                         |                                                         |                                                 |

* A fost câștigătoarea seriei.

## ACS Târgu Mureș 1898 în Cupele Naționale
| Cupa României - Mureș 2011-12      |           |                                   |
| Turul 4                            |           |                                   |
| ACS Târgu Mureș 1898               | 1-0       | A.C.S. Miercurea Nirajului        |
| Turul 5                            |           |                                   |
| A.S. Zorile Luieriu                | 1-5       | ACS Târgu Mureș 1898              |
| Turul 6                            |           |                                   |
| A.S. Nyarad Eremitu                | ?-?       | ACS Târgu Mureș 1898              |
| Turul 7 (Finala)                   |           |                                   |
| ACS Târgu Mureș 1898               | 2-0       | A.S.C.F. Avântul Miheșu de Câmpie |
| Cupa României - Mureș 2012-13      |           |                                   |
| Turul 4                            |           |                                   |
| A.C.S. Mureșul Cuci                | 1-0       | ACS Târgu Mureș 1898              |
| Cupa României - Mureș 2013-14      |           |                                   |
| Turul 2                            |           |                                   |
| A.C.S. Arena Sighișoara            | 2-1 (0-1) | ACS Târgu Mureș 1898              |
| Cupa României - Mureș 2014-15      |           |                                   |
| Turul 2                            |           |                                   |
| ACS Târgu Mureș 1898               | 0-4 (0-2) | A.C.S. Mureșul Cuci               |
| Cupa României - Mureș 2015-16      |           |                                   |
| Turul 2                            |           |                                   |
| A.C.S. Raza de Soare Acățari       | 1-9 (0-3) | ACS Târgu Mureș 1898              |
| Turul 3                            |           |                                   |
| A.C.S. Sâncrai Nazna               | 6-8 (3-3) | ACS Târgu Mureș 1898              |
| Turul 4                            |           |                                   |
| ACS Târgu Mureș 1898               | 3-1 (1-1) | FC Gaz Metan Târgu Mureș          |
| Turul 5                            |           |                                   |
| A.C.S. Târnava Mică Sg. De Pădure  | 5-0 (0-0) | ACS Târgu Mureș 1898              |
| Cupa României - Mureș 2016-17      |           |                                   |
| Turul 4                            |           |                                   |
| A.S. Voința Gănești                | 1-3 (1-1) | ACS Târgu Mureș 1898              |
| Turul 5                            |           |                                   |
| ACS Târgu Mureș 1898               | 3-2 (1-1) | FC Gaz Metan Târgu Mureș          |
| Turul 6                            |           |                                   |
| ACS Târgu Mureș 1898               | 0-3 (0-2) | C.S. Juvenes Târgu Mureș          |
| Cupa României - Mureș 2017-18      |           |                                   |
| Turul 2                            |           |                                   |
| A.C.S. F.C. Atletico Bălăușeri     | 3-4 (2-1) | ACS Târgu Mureș 1898              |
| Turul 3                            |           |                                   |
| A.S. Farel Roteni                  | 1-5 (1-0) | ACS Târgu Mureș 1898              |
| Turul 4                            |           |                                   |
| A.C.S. Pescarii Sântioana De Mureș | 3-0 (2-0) | ACS Târgu Mureș 1898              |
| Cupa României - Mureș 2021-22      |           |                                   |
| Semifinale                         |           |                                   |
| A.C.S. Mureșul Rușii- Munți        | 1-3 (1-2) | ACS Târgu Mureș 1898              |
| Finala                             |           |                                   |
| ACS Târgu Mureș 1898               | 6-1 (2-1) | A.C.S. Atletic Târgu Mureș        |
| Cupa României 2022-23              |           |                                   |
| Turul 1                            |           |                                   |
| ACS Târgu Mureș 1898               | 2-1       | CSU Alba Iulia                    |
| ACS Târgu Mureș 1898               | 1-5       | Unirea Ungheni                    |
| Cupa României 2023-24              |           |                                   |
| Turul 1                            |           |                                   |
| Avântul Reghin                     | 0-1       | ACS Târgu Mureș 1898              |
| ACS Târgu Mureș 1898               | 1-2       | CS Unirea Ungheni 2018            |

| Cupa Secuilor 2013-14      |           |                            |
| Turul 2                    |           |                            |
| ACS Târgu Mureș 1898       | 0-3       | A.C.S. Miercurea Nirajului |
| Cupa Secuilor 2017-18      |           |                            |
| Turul 1                    |           |                            |
| A.S. Farel Roteni          | 4-2 (1-1) | ACS Târgu Mureș 1898       |
| Cupa Secuilor 2020-21      |           |                            |
| Turul 1                    |           |                            |
| A.S. Viitorul Grebeniș     | 0-2 (0-1) | ACS Târgu Mureș 1898       |
| Turul 2                    |           |                            |
| ACS Târgu Mureș 1898       | 5-0 (1-0) | A.S. Arieșul Hădăreni      |
| Turul 3                    |           |                            |
| A.C.S. Atletic Târgu Mureș | 1-2 (0-1) | ACS Târgu Mureș 1898       |
| Turul 4                    |           |                            |
| ACS Târgu Mureș 1898       | 3-2 (2-1) | A.S. Câmpia Riciu          |

## Stadion

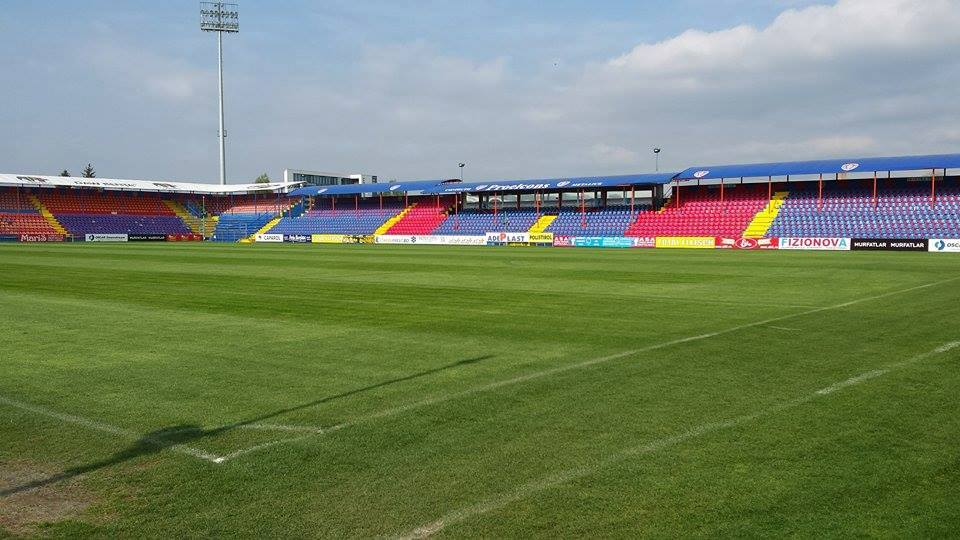
Stadionul Trans-Sil

ACS Târgu Mureș 1898 a jucat meciurile pe teren propriu pe stadionul Trans-Sil pe teren sintetic. Stadionul deține o capacitate de 8 200 de locuri.
În prezent își joacă meciurile de acasă pe stadionul Academia de Sport al Complex Weekend, de pe strada Plutelor din Târgu Mureș, ce are o capacitate de 3 000 de locuri cu gazon de iarbă.

## Oficialii clubului
| Functia     | Numele              |
| ----------- | ------------------- |
| Presedinte: | Csibi Attila-Zoltan |
| Secretar:   | Mozes Miklos        |

| Functia          | Numele        |
| ---------------- | ------------- |
| Antrenor:        | Flavius Sabău |
| Antrenor Secund: | Carol Fekete  |

## Jucători
| - Alexandru Aldea - Tudor Alexa - Ovidiu Bucur - Otto Csegoldi - Emil Deteșan - Levente Dudaș - Emilian German - Zoltan Mihaly - Raul Ioja - Hunor Kristaly | - Tamas Moldovan - Zsolt Molnar - David Molnar - Iustin Neacșu - Attila Tamas - Rolland Toaso - Szabolcs Torok - Dávid Török - Dan Velichea - Raul Vidrăsan |

## Foști antrenori
- Lorincz-Csaba Feher
- Flavius Sabău (2023-2024)